# Eupithecia hormiga
Eupithecia hormiga är en fjärilsart som beskrevs av Paul Dognin 1899. Eupithecia hormiga ingår i släktet Eupithecia och familjen mätare. Inga underarter finns listade i Catalogue of Life.